# Aşiyan (Zeitschrift)
Die osmanische Zeitschrift Aşiyan (arabisch آشیان, DMG Āšiyān ‚zu Hause, Haus‘) erschien 1908 und 1909 in insgesamt 14 Ausgaben wöchentlich in Istanbul. Ihr Inhalt fokussierte sich auf literarische, allgemeine wissenschaftliche sowie politische Themen. Eine der bekanntesten Autorinnen war Halide Edib Adivar (1884–1964), eine populäre türkische Nationalistin, Schriftstellerin und Feministin, die zahlreiche Artikel zur Stellung der Frau im Osmanischen Reich, der Modernisierung der Frauen sowie Kritik an der damaligen Politik veröffentlichte.